# Istapp (musikgrupp)
Istapp är ett svenskt black metal-band från Nättraby i Blekinge, grundat år 2000. År 2009 blev bandet signerade av amerikanska Metal Blade Records och i juni 2010 släppte de sin första fullängdsskiva Blekinge. De har sedan tidigare släppt tre demoskivor och en samlingsskiva. Deras skivor, inklusive Blekinge, har dock till stor del utgjorts av äldre material. På Blekinge rör det sig dock om nyinspelningar. 
Utan att vara ett regelrätt parodiband, som till exempel Sportlov, har de ändå texter som kan ses som tämligen ironiska; i stort sett alla deras låtar handlar om kyla, is och snö. 

## Medlemmar
Nuvarande medlemmar
- Fjalar (Martin Michaelsson) – trummor, gitarr, sång (ren) (2005– )
- Morg (Mattias Svensson) – gitarr (2014– )
- Aurgelmir - gitarr (2022– )
- Gjallar (Henrik Myrén) – sång (growl) (2022– )

Tidigare medlemmar
- Tizheruk (Tommy Carlsson) – sång, gitarr (2014– )
- Gangleri – basgitarr, sång (2016– 2022)
- Banemann – gitarr (2005)
- Erkblerk – bakgrundssång (2005–2006)
- C. Ashuck von Renvaktar (Christoffer Renvaktar) – basgitarr (2006–2011)
- Mordechai von Renvaktar (Jonas Renvaktar) – sång (2007–2011)
- Isar (aka Svartblot) – sång (2013–2015)

Turnerande medlemmar
- T. Carlsson (Tommy Carlsson) – gitarr, sång (2006–2011)
- Morg (Mattias Svensson) – gitarr (2009–2011)

## Diskografi
Demo
- Må det aldrig töa – 2005
- Ljusets förfall – 2006
- Promo – 2007

Studioalbum
- Blekinge – 2010
- Frostbiten – 2015
- The Insidious Star – 2019
- Sól Tér Sortna – 2025

Samlingsalbum
- Köldens union – 2007